# 聖佩德羅區 (坎奇斯省)
聖佩德羅區（西班牙語：Distrito de San Pedro），是秘魯的一個區，位於該國南部庫斯科大區的坎奇斯省，始建於1912年11月28日，面積54.91平方公里，海拔高度3,485米，2005年人口3,232，人口密度每平方公里59人。